# Mein dunkles Geheimnis
Mein dunkles Geheimnis ist eine Scripted-Reality-Fernsehsendung des deutschen Fernsehsenders Sat.1, die werktags um 17:00 Uhr ausgestrahlt wurde. Produziert wurde sie von verschiedenen Produktionsfirmen, darunter Filmreif TV GmbH, Talpa Germany GmbH (bis 2014 unter Schwartzkopff TV-Productions GmbH), Janus TV GmbH und La Paloma TV GmbH. Die Erstausstrahlung fand am 24. Juni 2013 statt.

## Inhalt
In jeder Episode der Sendung wird ein vermeintlich „dunkles Geheimnis“ preisgegeben. Dabei erstreckt sich das Spektrum beispielsweise von Sabotagen, über Seitensprünge bis hin zu verschwiegenen Adoptionen. Die Sendung endet in der Regel nach dem Werbeblock mit einem Geständnis, das zu einem Happy End führt, in manchen Fällen erzielt durch eine Strafverfolgung. Häufig stellt sich dabei heraus, dass die ursprünglich Verdächtigen unschuldig sind, während sich eine vermeintliche Vertrauensperson als der wahre Täter herausstellt.
Bei Mein dunkles Geheimnis handelt es sich um eine Pseudo-Doku-Soap (Scripted-Reality). Das bedeutet, dass es sich ähnlich wie bei Auf Streife, Auf Streife – Die Spezialisten oder Anwälte im Einsatz, die ebenfalls im Sat.1-Programm ausgestrahlt werden, um gestellte Szenen handelt. Zu jeder Folge gibt es genaue Drehbücher. Die handelnden Personen sind ausschließlich Laiendarsteller und die vermeintlichen Geschehnisse nicht real.
Jede Episode hat, inklusive der zwischendurch eingespielten Werbung, eine Länge von 30 Minuten.

## Staffeln
| 1 | 70  | 24. Juni bis 27. September 2013     | Montag bis Freitag, 17:00 Uhr |
| 2 | 205 | 27. Januar bis 23. Dezember 2014    | Montag bis Freitag, 17:00 Uhr |
| 3 | 169 | 7. Januar bis 17. Dezember 2015     | Montag bis Freitag, 17:00 Uhr |
| 4 | 129 | 4. Januar 2016 bis 28. Oktober 2016 | Montag bis Freitag, 17:00 Uhr |

## Ausstrahlung
Seit der Erstausstrahlung am 24. Juni 2013 wurde die Serie bis zum 27. September 2013 werktags 17:00 Uhr und samstags zusätzlich 17:30 Uhr ausgestrahlt. Nach Beendigung der Ausstrahlung der ersten Staffeln wurden Wiederholungen, wie auch schon vorher, samstags ausgestrahlt. Da die Quoten oftmals über dem Senderschnitt von Sat.1 lagen, wurde die Sendung um eine zweite Staffel verlängert. Die Ausstrahlung dieser erfolgt seit dem 27. Januar 2014 auf dem gewohnten werktäglichen Sendeplatz. Die vorerst letzte Episode wurde am 28. Oktober 2016 ausgestrahlt.